# Igney (Wogezy)
Igney – miejscowość i gmina we Francji, w regionie Grand Est, w departamencie Wogezy.
Według danych na rok 1990 gminę zamieszkiwało 1075 osób, a gęstość zaludnienia wynosiła 140 osób/km² (wśród 2335 gmin Lotaryngii Igney plasuje się na 346. miejscu pod względem liczby ludności, natomiast pod względem powierzchni na miejscu 773.).